# Rödfotad stinksvamp
Rödfotad stinksvamp (Mutinus ravenelii) är en svampart som först beskrevs av Berk. & M.A. Curtis, och fick sitt nu gällande namn av Eduard Fischer 1888. Rödfotad stinksvamp ingår i släktet Mutinus och familjen stinksvampar.  Arten är reproducerande i Sverige. Inga underarter finns listade i Catalogue of Life.

## Källor

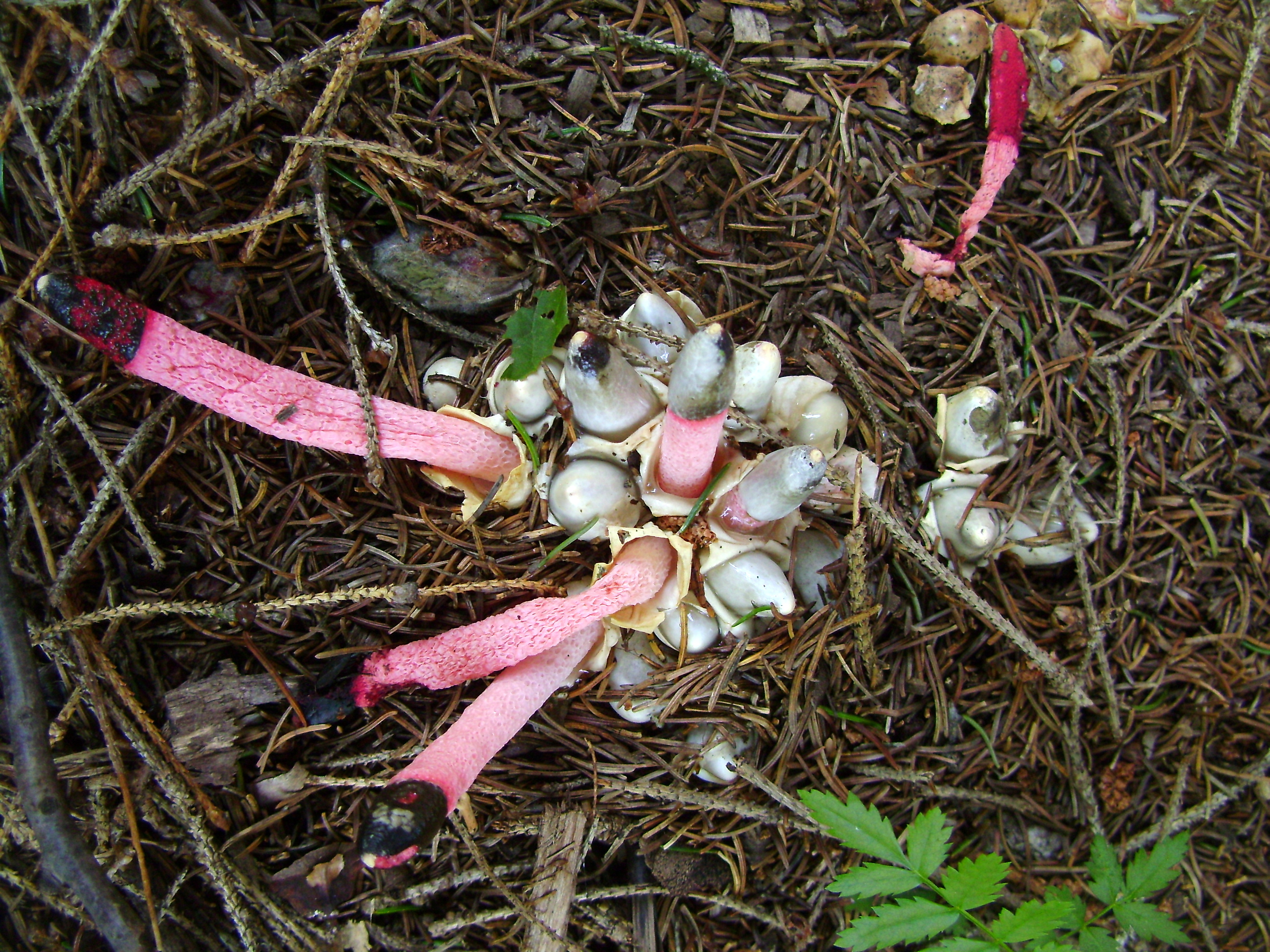